# Zodion perlongum
Zodion perlongum är en tvåvingeart som beskrevs av Daniel William Coquillett 1902. Zodion perlongum ingår i släktet Zodion och familjen stekelflugor. Inga underarter finns listade i Catalogue of Life.